# Rhynchobatus cooki
Rhynchobatus cooki is een vissensoort uit de familie van de Rhinidae. De wetenschappelijke naam van de soort is voor het eerst geldig gepubliceerd in 2016 door Last, Kyne & Compagno.